# Norra tjärnen, Jämtland
Norra tjärnen är en sjö i Strömsunds kommun i Jämtland och ingår i Ångermanälvens huvudavrinningsområde.